# Carex brunnipes
Carex brunnipes är en halvgräsart som beskrevs av Anton Albert Reznicek. Carex brunnipes ingår i släktet starrar, och familjen halvgräs. Inga underarter finns listade i Catalogue of Life.